# Lieselotte Templeton
Lieselotte Templeton, geb. Kamm, (* 4. August 1918 in Breslau; † 10. Oktober 2009 in Berkeley, Kalifornien) war eine in Deutschland geborene US-amerikanische Kristallographin. Sie erhielt 1987 zusammen mit ihrem Ehemann David H. Templeton den Patterson Award der American Crystallographic Association.

## Leben
Templeton war die Tochter von Berta Kamm und Walter Kamm und sie war die Nichte des Physikers Otto Stern und des Botanikers Kurt Stern. Sie wuchs in Deutschland auf, flüchtete 1933 nach Frankreich und emigrierte 1936 in die USA. Sie erhielt ihren Bachelor-Abschluss 1946 und promovierte an der University of California, Berkeley. Glenn T. Seaborg war Mitglied des Ausschusses für die Qualifikationsprüfung ihrer Doktorarbeit. Ihre Doktorarbeit, die sie unter der Aufsicht von Leo Brewer verfasste, trug den Titel: „The heats of formation of CN, N2 and NO“.  Sie war kurz am Lawrence Berkeley National Laboratory angestellt und arbeitete später als wissenschaftliche Mitarbeiterin an der University of California, Berkeley. Seit 1948 war sie mit David H. Templeton verheiratet.  Sie hatte zwei Kinder mit ihm. Aufgrund von Anti-Nepotismus-Regeln durfte sie manchmal nicht in derselben Abteilung wie ihr Mann arbeiten.

## Forschung
Nach ihrer Promotion arbeitete sie an Festkörperchemie, Keramik und Sprengstoffdetektion.  Ihre Forschung in der Kristallographie begann mit ihrer Arbeit am analytischen Absorptionsprogramm (AGNOST), das später auch als ABSOR bezeichnet wurde. Dieses Programm half bei der Lösung verschiedener Kristallstrukturen von Verbindungen mit schweren Elementen und war auch für ihre Untersuchungen zur anomalen Dispersion von Synchrotronstrahlung an Absoprtionskanten wichtig, die sie gemeinsam mit David H. Templeton durchführte. Dies führte zur Entwicklung einer Technik, die die anomale Beugung vieler Wellenlängen verwendet. Dies ist heute eine Standardmethode für die Proteinstrukturanalyse.
Zusammen mit David H. Templeton nutzte sie die polarisierte Natur der Synchrotronstrahlung, um in anisotropen Molekülen Röntgendichroismus zu zeigen und erstmals die polarisierte anomale Streuung in Beugungsexperimenten zu messen.

## Auszeichnungen
Sie erhielt den Patterson Award der American Crystallographic Association 1987 gemeinsam mit ihrem Ehemann David H. Templeton für ihre Entdeckungen hinsichtlich der Verwendung, Messung und Analyse von anomaler Röntgenstreuung.

## Lieselotte-Templeton-Preis für Studierende
Die Deutsche Gesellschaft für Kristallographie (DGK) verleiht einen Preis für exzellente Bachelor- und Masterarbeiten im Bereich der Kristallographie, welcher nach Lieselotte Templeton benannt ist.

## Ausgewählte Publikationen
Drei ihrer wichtigsten Publikationen zur anamalen Dispersion von Absorptionskanten mit Synchrotronstrahlung:
- J. C. Phillips, D. H. Templeton, L. K. Templeton, K. O. Hodgson: LIII-Edge Anomalous X-ray Scattering by Cesium Measured with Synchrotron Radiation. In: Science. Band 201, Nr. 4352, 21. Juli 1978, S. 257–259, doi:10.1126/science.201.4352.257 (englisch).
- Lieselotte K. Templeton, David H. Templeton, R. Paul Phizackerley: L3-Edge anomalous scattering of x-rays by praseodymium and samarium. In: Journal of the American Chemical Society. Band 102, Nr. 3, 1980, S. 1185–1186, doi:10.1021/ja00523a057 (englisch).
- K. O. Hodgson, J. C. Phillips, L. K. Templeton, D. H. Templeton: Anomalous scattering of X-rays by cesium and cobalt measured with synchrotron radiation. In: Acta Crystallographica Section A: Crystal Physics, Diffraction, Theoretical and General Crystallography. Band 36, Nr. 3, 1. Mai 1980, S. 436–442, doi:10.1107/S0567739480000940 (englisch).

Zwei ihrer Publikationen zum Röntgendichroismus in anisotropen Molekülen:
- D. H. Templeton, L. K. Templeton: Polarized X-ray absorption and double refraction in vanadyl bisacetylacetonate. In: Acta Crystallographica Section A. Band 36, Nr. 2, 1. März 1980, S. 237–241, doi:10.1107/S0567739480000472.
- L. K. Templeton, D. H. Templeton: X-ray dichroism and polarized anomalous scattering of the uranyl ion. In: Acta Crystallographica Section A: Crystal Physics, Diffraction, Theoretical and General Crystallography. Band 38, Nr. 1, 1. Januar 1982, S. 62–67, doi:10.1107/S0567739482000114 (englisch).